# عوضية عبده عبد الله آدم
عوضية عبده عبد الله آدم الشهيرة بلقب (عوضية سمك) من مواليد الخرطوم عام 1951 صاحبة أشهر مطعم بيع للسمك في السودان.

## نشأتها
عوضيه عبده عبد الله من مواليد مدينة الخرطوم تعود أصولها إلى ولاية جنوب كردفان حيث أنها تعاني من إعاقة جسدية (شلل الأطفال) لم تسعفها ظروفها الاقتصادية في اللحاق بالتعليم وحالة الفقر التي تعيشها فنشأت أمية وتزوجت برجل بسيط لا يملك سوى عربة (كارو) كان يعول بها أبنائه ولم يستطع زوجها لوحده أن يعول بيته فطلب منها العمل، فنزلت عوضية سمك إلى السوق رغم إعاقتها للمساهمة في رفع دخل الأسرة، وبدأت حياتها العملية كبائعة فول سوداني و ترمس وقصب السكر ثم إنتقلت إلى العمل في مصنع بسكويت ثم أقنعتها صديقتها بالعمل كبائعة شاي.
وافقت عوضية عبده عبد الله آدم على فكرة صديقتها ثم بدأت بالعمل كبائعة شاي بالقرب من مكان الصيادين بالموردة أم درمان على ضفاف النيل ,لكن حملات شرطة محلية الخرطوم طاردتها بحجة عدم قانونية بيع الشاي في الأماكن العامة فكانت لاتستطيع الجري عندما تأتي الحملة فيتم مصادرة كل أدوات بيع الشاي الخاصة بها.
بعد أربعة سنوات من بيع الشاي و الزلابية بدأت في تعلم طهي الأسماك حيث كانت تطهو لزبائن الصيادين ولا تأخذ المال بل تطلب بعض السمك في المقابل حتى تقوم ببيع السمك تزامناً مع بيع الشاي وأيضاً ضايقتها السلطات، بعد أن جمعة القليل من المال إستأجرت عوضية سمك محلاً بمنطقة الموردة في أم درمان و أخذت توسع في هذا المحل حتى بلغ 1500 مترا و أصبح هذا المكان الأشهر لبيع السمك في السودان، حيث قامت بتعين 30 عامل من أقاربها وزويها و أغلبهم من النساء.

### حادثة الحريق
بعد 20 عاماً من العمل الدؤوب في مجال بيع السمك نشب حريق في مطعم عوضية للأسماك عام 2014 سببه تدفق كميات من الزيت على المناقد أثناء تغيرها وكان ذلك في الساعة الثانية عشر حيث أنه لم يصب أحد من العاملين أو الزبائن جراء الحريق وإحترق مطعم عوضيه للأسماك بالكامل لكن هذا لم يمنعها من العودة إلى العمل مرة أخرى وأقوى من السابق.

### أعمالها الخيرة
كرست عوضية سمك حياتها للعمل الخيري حيث قامت بتأسيس جمعية الروضة الخيرة التي تعتني وتهتم بتدريب الشباب والشابات على الأعمال اليدوية، وأسست أيضا مشغل خيري خاص بالخياطة كل عماله من المعاقين وأيضاً تبنت عوضية مبادرة لختان نحو ألف طفل بالتنسيق مع وزارة الصحة السودانية وأيضاً قامت عوضية سمك بدعم عدد من مشاريع التمويل الأصغر وغيرها الكثير من الإسهامات التي ساهمتها وتركة بصمة واضحة في مجال العمل الخيري في السودان.

### تكريمها
نالت عوضية عبده عبد الله آدم تكريماً من رئاسة الجمهورية السودانية بمناسبة احتفال البلاد بالذكرى ال(61) للإستغلال ومنحت عوضية وسام الامتياز حيث كانت نموذجا للمرأة المكافحة وتحدت الإعاقة وخلقت لها نجاحاً , وقالت عوضية تعليقا على تكريمها من قبل رئيس الجمهورية عمر البشير (أكن تقديراً واحتراماً كبيراً لرئيس الجمهورية لكونه إلتفت إلي وكرمني).

### شائعة وفاتها
ذرف البعض الدموع على شائعة وفاة عوضية سمك، تداولت الشائعات عبر مواقع التواصل الاجتماعي على خبر وفاتها وحظيت الشائعات بانتشار كبير ولكن في الحقيقية عوضيه عبده عبد الله آدم حيه ترزق والحمد لله على حياتها.